# Josef Dobner
Josef Dobner (* 5. April 1898 in Tachov; † 20. März 1972 in Villach) war ein österreichischer Bildhauer.

## Leben
Er war ein Sohn des in Schönbrunn tätigen Drechslers Josef Dobner und Bruder des Architekten Thomas Dobner (1903–1971). Da er ein guter Zeichner war, durfte er die Fachschule für Drechslerei und Tischlerei in Hallstatt besuchen. In dieser Schule kam er auch mit der Holzbildhauerei in Berührung. 1915 ging der 17-Jährige als Freiwilliger an die Isonzofront. Nach dem Krieg setzte er seine Ausbildung in Hallstatt und danach an der Akademie für angewandte Kunst in Wien fort. Nach Abschluss des Studiums war Dobner bis 1926 Assistent bei Anton Hanak. Im besagten Jahr holte ihn Clemens Holzmeister nach Salzburg, wo das neue Festspielhaus vor der Fertigstellung stand. Binnen zwei Wochen waren über ein Dutzend Porträtbüsten von Persönlichkeiten, die sich um den Bau verdient gemacht hatten, sowie zwei Dutzend groteske Köpfe für die Balkone zu schaffen. Hierauf zog ihn ein Architekt zu Ausstattungsarbeiten in Wiener Cottagevierteln heran. 
Dobner war von 1926 bis 1928 Mitglied des Hagenbundes und gehörte anschließend der Künstlervereinigung Wiener Künstlerhaus an. Ab 1927 beteiligte er sich an Gruppenausstellungen. Für seine Werke verwendete er hauptsächlich Holz, aber auch Bronze, Ton und Zement. Er schuf sowohl realistische Porträts als auch Figuren mit klassisch-stilisierenden oder grotesken Zügen. Als erste öffentliche Anerkennung gab es 1928 für den nunmehr 30-Jährigen einen Staatspreis für seinen Gaukler aus Lindenholz. 1930 wurde dem Freischaffenden ein Staatsatelier im Wiener Prater zur Verfügung gestellt. Hier entstand u. a. ein aus 14 Stationen bestehender Kreuzweg. Ein Bronzeguss kam in die Seipel-Dollfuß-Gedächtniskirche, einen weiteren erwarb die italienische Regierung. 1934 und 1936 stellte Dobner im österreichischen Pavillon auf der Biennale di Venezia aus.
1935 zog der Bildhauer nach Kärnten. Er wurde an die Bundesgewerbeschule nach Villach berufen, um das Fach Stein- und Holzbildhauerei zu lehren. Dobner war laut dem Historiker Werner Koroschitz bereits 1932 der NSDAP beigetreten und hatte nach dem Verbot der Partei 1933 nach eigener Aussage als Gruppenführer „tatkräftig am Aufbau der illegalen Zelle des Nationalsozialistischen Lehrerbundes an seiner Schule mitgewirkt“. Tatsächlich ist keine Aufnahme vor dem NSDAP-Verbot nachweisbar, Dobner beantragte am 14. Mai 1938 die Aufnahme in die Partei und wurde rückwirkend zum 1. Mai desselben Jahres aufgenommen (Mitgliedsnummer 6.131.462). „Als kriegsfreiwilliger Frontkämpfer und Künstler habe ich immer nach der richtigen deutschen Idee und Volksgemeinschaft gestrebt, diese habe ich schon bald in der Hitlerbewegung, im deutschen Nationalsozialismus erkannt und bin mit tiefster Überzeugung Nationalsozialist“, schrieb Dobner 1938 in seinem Lebenslauf. Zum Dank wurde der „alte Kämpfer für die Ostmark“ nach dem Anschluss Österreichs im März 1938 zum kommissarischen Kreiskulturleiter für Villach berufen. Er zählte Dobner zu den bevorzugten Künstlern der Kärntner NS-Größen (Hitler-Büste, Hubert-Klausner-Büsten, Klausner-Grabmal). „Das Bestreben Professor Dobners geht dahin, alles Fremde fernzuhalten, die Kunst zu pflegen, die wirklich aus dem Kärntner Boden wächst“, so eine Würdigung des Nazibildhauers in der Kärntner Zeitschrift „Der Heimatkreis“. Das NS-Regime adaptierte das Gedenken an den Mediziner und Philosophen Paracelsus für seine völkische Ideologie, zu diesem Zwecke wurde Dobner auch mit der Anfertigung verschiedener Paracelsusbüsten beauftragt. Im September 1943 erteilte ihm der Gauleiter Friedrich Rainer höchstpersönlich „in Würdigung seiner Leistungen, die von Kärnten ausgehend, Gültigkeit für das ganze Reich haben“, den Auftrag, für die „Paracelsusstadt Villach“ eine „Holzbüste des Naturforschers“ zu schaffen, nachdem Dobner bereits eine „Paracelsusbüste im Weiheraum“ und die Medaillons im Paracelsushof geschaffen hatte. Die Auftragserteilung seitens hochrangiger Nationalsozialisten waren für Dobner auch aus ökonomischer Sicht ein beachtliches Geschäft. Dobner war wegen seiner NS-Vergangenheit von 1945 bis 1947 interniert.
1945 wurde die Abteilung Bildhauerei der Kunsthandwerkerschule geschlossen und Dobner konnte nach der Entlassung aus der Internierung seinen Lehrberuf daher nicht mehr aufnehmen. Er musste sich in der Folge als Freischaffender über die Runden bringen. Bekannte Werke von seiner Hand sind das Paracelsusrelief in Villach und die Porträtbüsten von Paracelsus, Arnold Clementschitsch und Althistoriker Rudolf Egger sowie das Totenmal für den Villacher Waldfriedhof aus dem Jahre 1953. 
Sepp Dobner starb kurz vor Vollendung seines 74. Lebensjahres am 20. März 1972 in Villach. Fragen nach Dobners nationalsozialistischer Gesinnung wurden bis in die jüngste Vergangenheit nicht gestellt. Als Bildhauer „der Schönheit und der Würde“ würdigte ihn die „Volkszeitung“ noch 1962, als einen „volkstümlichen Künstler“, der „unserem Lande zur Ehre“ gereicht. Das Wiener Künstlerhaus zeichnete ihn 1968 für sein Lebenswerk mit dem Goldenen Lorbeer aus. 1978 wurde der Sepp-Dobner-Weg in Egg am Faaker See nach ihm benannt.

## Bildergalerie

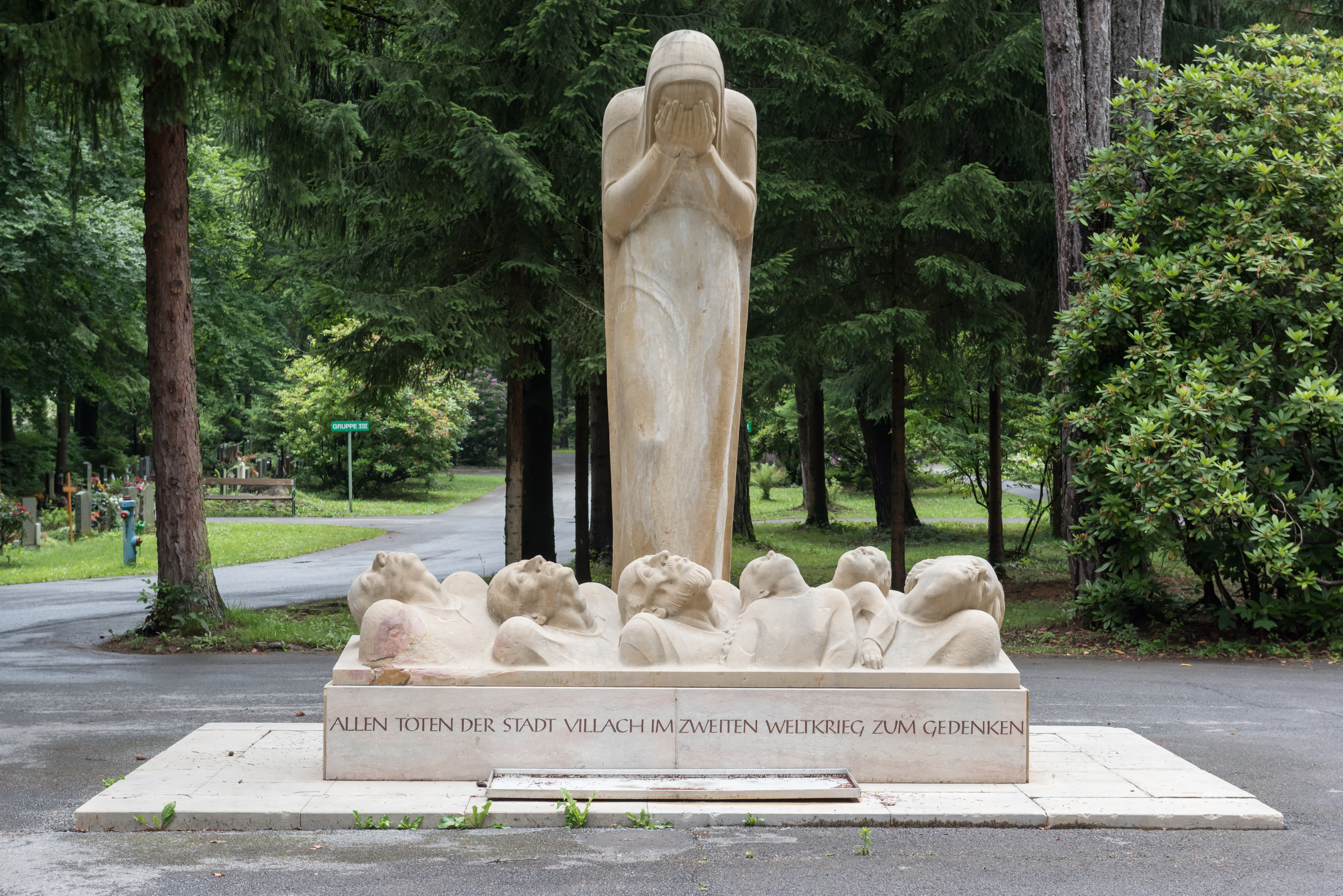
Kriegerdenkmal am Waldfriedhof in Sankt Martin, Villach
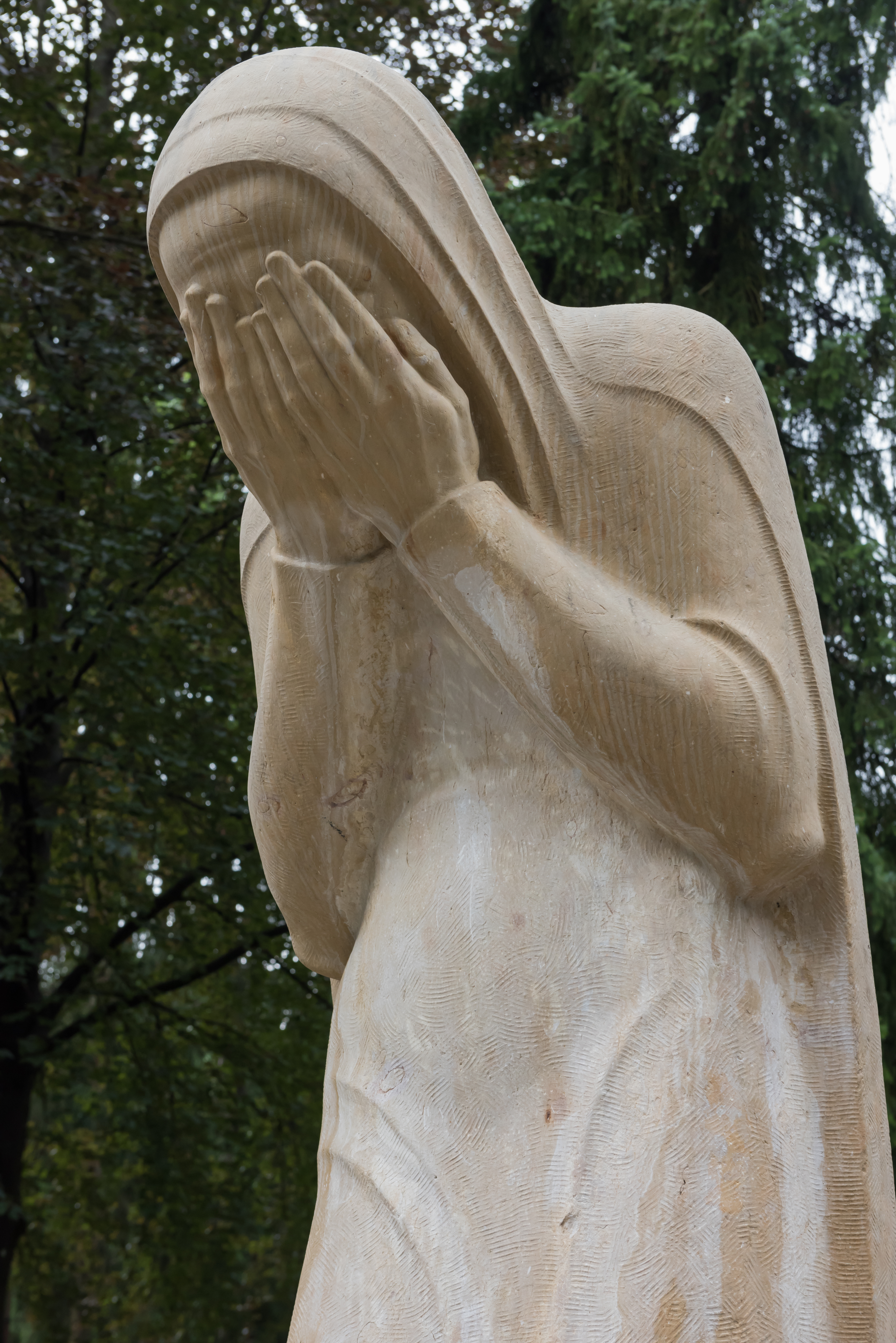
Weinende Mutter, Kriegerdenkmal am Waldfriedhof in Sankt Martin, Villach
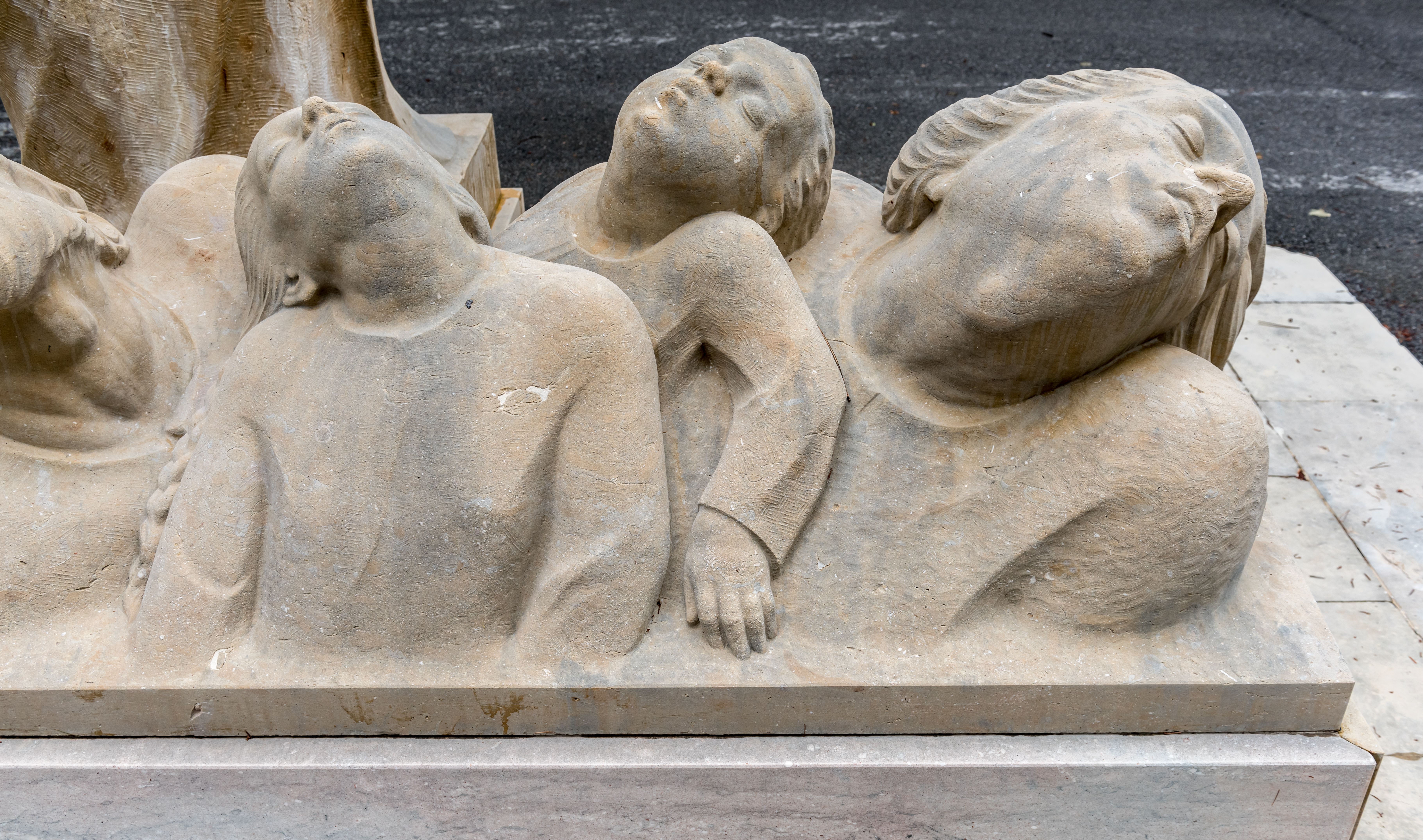
Opfer des Zweiten Weltkriegs, Kriegerdenkmal am Waldfriedhof in Sankt Martin, Villach

## Werke (Auswahl)
- Marmorbüste von Gauleiter Hubert Klausner
- Paracelsusbüste, Rathaus Villach
- 24 groteske Köpfe und Porträts, Bauschmuck, 1926, Festspielhaus Salzburg
- Der Gaukler, 1926, Holz, Höhe 51 cm, signiert am Rücken „J. Dobner 1926“, Österreichische Galerie Belvedere[8]
- Kreuzweg, 1931, Pfarrkirche Purschau
- Kriegerdenkmal am Waldfriedhof von Sankt Martin, 1953, Villach
- Ferdinand Porsche-Denkmal, 1957, Gmünd in Kärnten
- Mahnmal, 1964, Radenthein